# Rio Papagaio (vattendrag i Brasilien, Amazonas)
Rio Papagaio är ett vattendrag i Brasilien.   Det ligger i delstaten Amazonas, i den nordvästra delen av landet, 2 200 km nordväst om huvudstaden Brasília.
I omgivningarna runt Rio Papagaio växer i huvudsak städsegrön lövskog. Trakten runt Rio Papagaio är nära nog obefolkad, med mindre än två invånare per kvadratkilometer.